# Andréane Frenette-Vallières
Pour les articles homonymes, voir Frenette et Vallière (homonymie).
Andréane Frenette-Vallières, originaire de Mont-Saint-Hilaire (Québec), est une poète et éditrice canadienne d'expression française, née en 1990.

## Biographie
Après une enfance à Mont-Saint-Hilaire, Andréane Frenette-Vallière obtient une maîtrise en études littéraires de l'Université du Québec à Montréal (2018).
En plus de travailler aux Éditions du Noroît, elle publie deux recueils de poésie : Juillet, le Nord (Éditions du Noroît, 2019) et Sestrales (Éditions du Noroît, 2020) ainsi qu'un essai : Tu choisiras les montagnes (Éditions du Noroît, 2022), abordant les questions de l'anorexie et des violences conjugales,. Andréane Frenette-Vallière signe également des textes dans les revues Estuaire, Littoral, Artichaut, Lapsus ainsi que FéminÉtudes,.
Inspirée par la Côte-Nord, les thèmes de la nature, de la solitude et de la sororité sont au centre de sa démarche d'écriture.
Récipiendaire du Prix Félix-Leclerc en 2020 pour Juillet, le Nord, elle a été également deux fois finaliste aux Prix des libraires ainsi qu'au Prix Émile-Nelligan pour Sestrales (2021), et Tu choisiras les montagnes (2023),. C'est du Grand prix du livre de Montréal 2023 que la poète est honorée pour son essai poétique Tu choisiras les montagnes, pour « la qualité de son œuvre, son originalité et la profondeur des expériences qu’elle raconte, ». Ce prix prestigieux est suivi en fin d'année par le Prix Spirale Eva-le-Grand 2022-2023 pour le même ouvrage, que le jury salue comme un « livre inclassable et d’une complexité admirable qui « cherche à allier féminisme et écologie ».
Elle est membre de l'Union des écrivaines et des écrivains québécois.

## Œuvres

### Poésie
- Juillet, le Nord, Montréal, Éditions du Noroît, 2019, 71 p. (ISBN 9782897661670 et 9782897661687)
- Sestrales, Montréal, Éditions du Noroît, 2020, 93 p. (ISBN 9782897662226 et 9782897662233)

### Essai
- Tu choisiras les montagnes, Montréal, Éditions du Noroît, 2022, 208 p.  (ISBN 978-2-89766-378-0)

### Anthologie
- Collectif paritaire de cinquante poètes, J'écris peuplier (livre anniversaire), dirigé et illustré par Monique LeBlanc, préface de Paul Bélanger, Montréal, Éditions du Noroît, 2021  (ISBN 978-2-89766-278-3)

## Prix et honneurs

### Récipiendaire
- 2019 : Prix Félix-Leclerc de poésie (pour Juillet, le Nord)[15]
- 2023 :
  - Grand prix du livre de Montréal (pour Tu choisiras les montagnes)[12],[13]
  - Prix Spirale Eva-le-Grand (pour Tu choisiras les montagnes)[14]

### Finaliste
- 2021 :
  - Prix des libraires (pour Sestrales)[16],[17]
  - Prix Émile-Nelligan (pour Sestrales)[18],[2]

- 2023 :
  - Prix des libraires (pour Tu choisiras les montagnes)[10]
  - Prix Émile-Nelligan (pour Tu choisiras les montagnes)[11]